# Volker Winkler
Volker Winkler (Merseburg, 20 luglio 1957) è un ex pistard tedesco.

## Palmarès

### Olimpiadi
- 1 medaglia[1]:
  - 1 argento (Mosca 1980 nell'inseguimento a squadre)

### Mondiali
- 5 medaglie[1]:
  - 4 ori (San Cristóbal 1977 nell'inseguimento a squadre; Monaco di Baviera 1978 nell'inseguimento a squadre; Amsterdam 1979 nell'inseguimento a squadre; Brno 1981 nell'inseguimento a squadre)
  - 1 bronzo (Leicester 1982 nell'inseguimento a squadre)